# لوک اموال چپاول‌شده را پیدا می‌کند
لوک اموال چپاول‌شده را پیدا می‌کند (انگلیسی: Luke Locates the Loot) یک فیلم کمدی صامت کوتاه به کارگردانی هال روچ است که در سال ۱۹۱۶ منتشر شد. نسخه‌ای از این فیلم در «بایگانی ملی فیلم بفتا» نگهداری می‌شود.

## بازیگران
- هارولد لوید
- اسناب پالرد
- ببه دنیلز
- سمی بروکس
- باد جیمیسون
- چارلز استیونسون
- ارل موهان
- فرد سی. نیومیر
- سیدنی دی گری